# Speichersdorf
Speichersdorf là một đô thị tại huyện Bayreuth bang Bayern nước Đức. Đô thị Speichersdorf có diện tích 52,89 km², dân số thời điểm ngày 31 tháng 12 năm 2006 là 6204 người. Đô thị này tọa lạc gần Fichtelgebirge, 18 về phía đông Bayreuth.